# کارن دایان بالدوین
کارن دایان بالدوین (انگلیسی: Karen Dianne Baldwin؛ زادهٔ ۶ سپتامبر ۱۹۶۳) یک بازیگر و تهیه‌کننده اهل کانادا است.
او در سال ۱۹۸۲ به عنوان دوشیزه جهان انتخاب شد.
او در فیلم آن دختر کیست؟ بازی کرده است.